# Tympanota olearia
Tympanota olearia là một loài bướm đêm trong họ Geometridae.